# Austrália nos Jogos Olímpicos de Inverno de 2022
Austrália participou dos Jogos Olímpicos de Inverno de 2022, realizados em Pequim, na China.
Foi a 20.ª aparição do país em Olimpíadas de Inverno. Foi representado por 43 atletas, sendo 21 homens e 22 mulheres. O país reduziu a equipe em sete atletas em comparação à equipe dos Jogos de PyeongChang 2018. O atleta Madison Hoffman, do esqui alpino, foi selecionado, mas desistiu devido a uma lesão na perna.

## Competidores
| Esporte                                | Masculino | Feminino | Total |
| -------------------------------------- | --------- | -------- | ----- |
| Bobsleigh                              | 0         | 2        | 2     |
| Curling                                | 1         | 1        | 2     |
| Esqui alpino                           | 1         | 2        | 3     |
| Esqui cross-country                    | 4         | 2        | 6     |
| Esqui estilo livre                     | 4         | 9        | 13    |
| Luge                                   | 1         | 0        | 1     |
| Patinação artística                    | 1         | 1        | 2     |
| Patinação de velocidade em pista curta | 1         | 0        | 1     |
| Skeleton                               | 1         | 1        | 2     |
| Snowboard                              | 7         | 4        | 11    |
| Total                                  | 21        | 22       | 43    |

## Medalhas
Estes foram os medalhistas desta edição:
| Atleta           | Esporte            | Evento              | Medalha |
| ---------------- | ------------------ | ------------------- | ------- |
| Jakara Anthony   | Esqui estilo livre | Moguls feminino     | Ouro    |
| Jaclyn Narracott | Skeleton           | Feminino            | Prata   |
| Scotty James     | Snowboard          | Halfpipe masculino  | Prata   |
| Tess Coady       | Snowboard          | Slopestyle feminino | Bronze  |

## Desempenho

### Bobsleigh
Feminino

### Curling
Masculino
Feminino

### Esqui alpino
Masculino
Feminino

### Esqui cross-country
Masculino
Feminino

### Esqui estilo livre
Masculino
Feminino

### Luge
Masculino

### Patinação artística
Masculino
Feminino

### Patinação de velocidade em pista curta
Masculino

### Skeleton
Masculino
Feminino

### Snowboard
Masculino
Feminino
Legenda
| Recorde mundial      | Recorde mundial (World record)               |                       | Recorde africano                      | Recorde africano (African) |                                           | Q | Classificado por posição (Qualified) |
| Recorde olímpico     | Recorde olímpico (Olympic record)            | Recorde da América    | Recorde da América (Americas)         | q                          | Classificado por melhor tempo (Qualified) |   |                                      |
| Melhor marca do ano  | Melhor marca do ano (World leading)          | Recorde asiático      | Recorde asiático (Asian)              | DNS                        | Não largou (Did not start)                |   |                                      |
| Recorde nacional     | Recorde nacional (National record)           | Recorde europeu       | Recorde europeu (European)            | DNF                        | Não terminou (Did not finish)             |   |                                      |
| Recorde pessoal      | Recorde pessoal do atleta (Personal best)    | Recorde da Oceania    | Recorde da Oceania (Oceania)          | DSQ / DQ                   | Desclassificado (Disqualified)            |   |                                      |
| Recorde da temporada | Recorde da temporada do atleta (Season best) | Recorde sul-americano | Recorde sul-americano (South America) | NM                         | Sem marca (No mark)                       |   |                                      |